# Rui Braz Mimoso
Rui Eduardo Moura Braz Mimoso • OC • (São Jorge de Arroios, Lisboa, 1919 – Alto do Pina, Lisboa, 25 de dezembro de 2006), foi um jurista, político e gestor português. Licenciado em Direito, em 1942, seguiu a carreira dos registos e notariado, tendo sido inspetor chefe, inspetor superior e diretor-geral dos registos e notariado. Entre 1952 e 1958, foi chefe do gabinete do ministro dos negócios estrangeiros, Paulo Cunha, integrando comitivas deste e do Presidente da República general Craveiro Lopes em visitas oficiais aos Estados Unidos da América e Brasil. De 1962 a 1975 foi administrador de empresas do Grupo Sacor (atual Galp). Membro da "Junta de Energia Nuclear", participou na criação e trabalhos da Agência Internacional de Energia Atómica, organização do sistema das Nações Unidas.

## Biografia

### Formação e atividade profissional
- Em 1937 ingressa na Faculdade de Direito da Universidade de Lisboa, concluindo a sua licenciatura em 1942, com dissertação sobre a «A natureza jurídica do dote», que ganhou o prémio nacional Doutor Guilherme Alves Moreira no ano de 1942, e foi publicada, em 1952, em suplemento da revista da Faculdade de Direito da Universidade de Lisboa;[1][2][3]
- desempenha a função de ajudante de conservador do registo, e, em 1943, concorre quer a notário, quer a Conservador do registo predial, em cuja carreira ingressa, ascendendo, ainda no período do «Estado Novo», a inspetor chefe;[4][5][6]

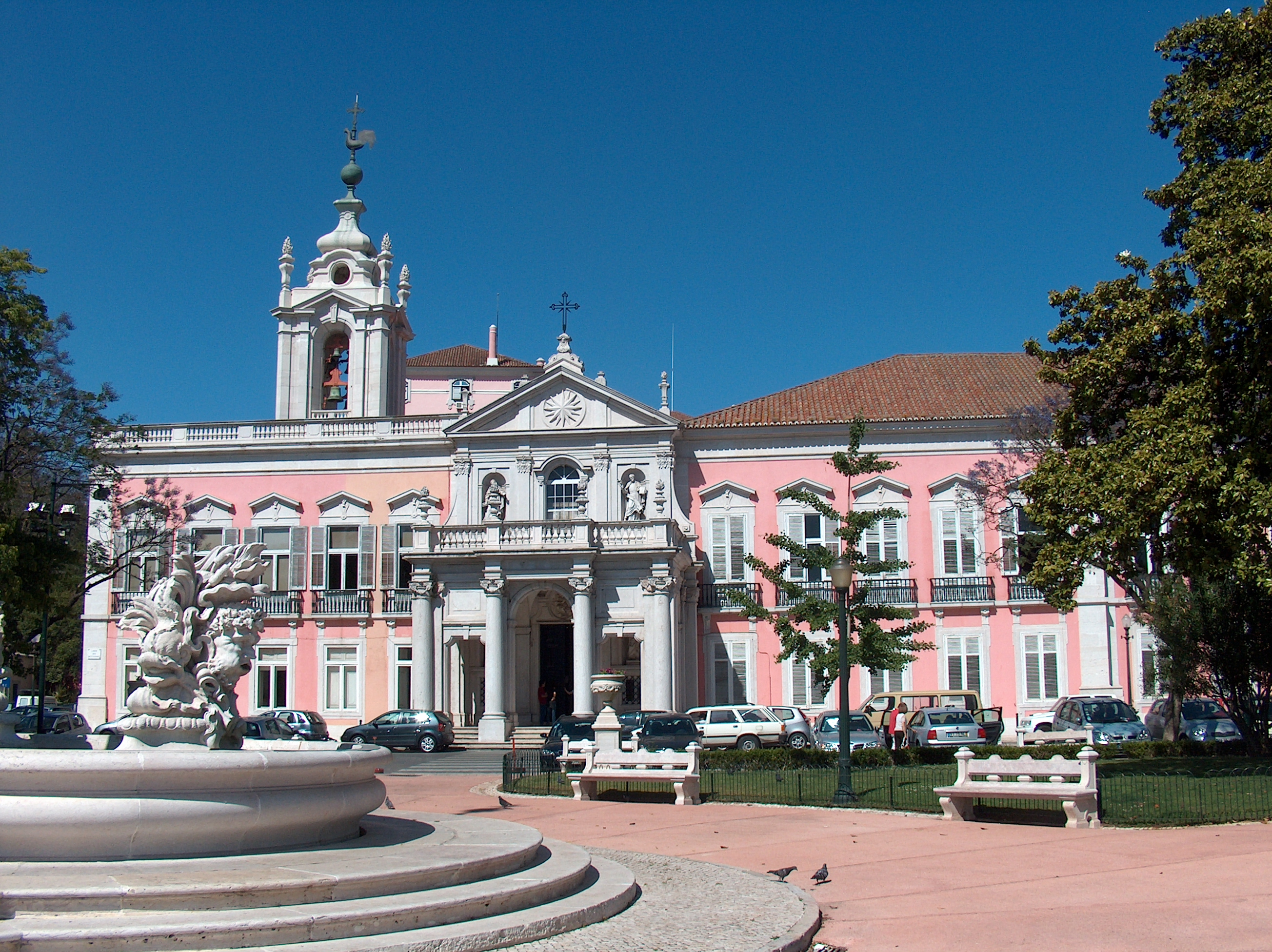
Palácio das Necessidades, em Lisboa, sede do ministério dos negócios estrangeiros de Portugal, onde Rui Braz Mimoso, na década de 1950, foi chefe do gabinete do ministro

- de 1952 a 1958, foi chefe do gabinete do ministro dos negócios estrangeiros Paulo Cunha;[7][8][9][10][11]
- nessa qualidade, em novembro-dezembro de 1954, integra a comitiva do ministro dos negócios estrangeiros Paulo Cunha, na sua visita oficial a Washington, a convite do governo dos Estados Unidos da América;[12]
- também nessa qualidade, em junho de 1957, integra a comitiva do Presidente da República general Francisco Craveiro Lopes, na sua visita oficial ao Brasil, tendo estado nas “principais cidades brasileiras com significativas comunidades portuguesas”, nomeadamente no Rio de Janeiro (então capital), São Paulo e Santos;[13][14]
- de 20 de setembro a 29 de outubro de 1956, integrou a delegação portuguesa à conferência das Nações Unidas, que decorreu em Nova Iorque, onde foi adotado o estatuto da Agência Internacional de Energia Atómica, tendo, em nome de Portugal, assinado o respetivo tratado;[15][16][17]
- em 1957, enquanto membro da "Junta de Energia Nuclear", integrou a delegação portuguesa à conferência geral da Agência Internacional de Energia Atómica;[18]

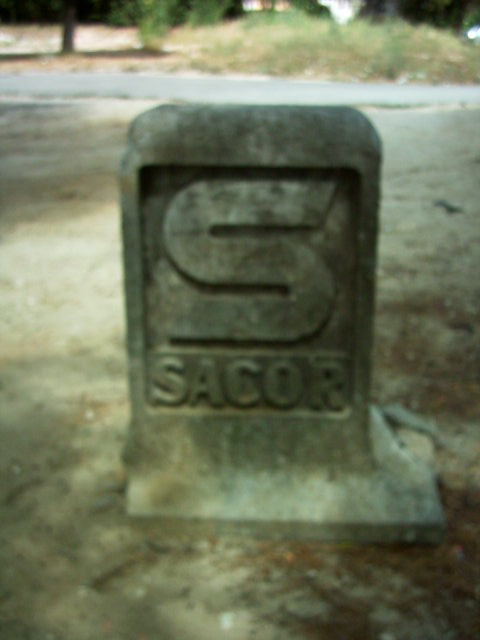
Padrão em cimento com o logótipo da Sacor no bairro desta empresa na Bobadela de Loures, Portugal

- de 1962 a 1975, é administrador do Grupo Sacor (atual Galp), mormente das empresas Sacor (Sociedade anónima concessionária da refinação de petróleos em Portugal)[19][20][21][22][23] e Sonap (Sociedade Nacional de Petróleos)[24][25], tendo ainda sido presidente da Sacor Marítima;[26]

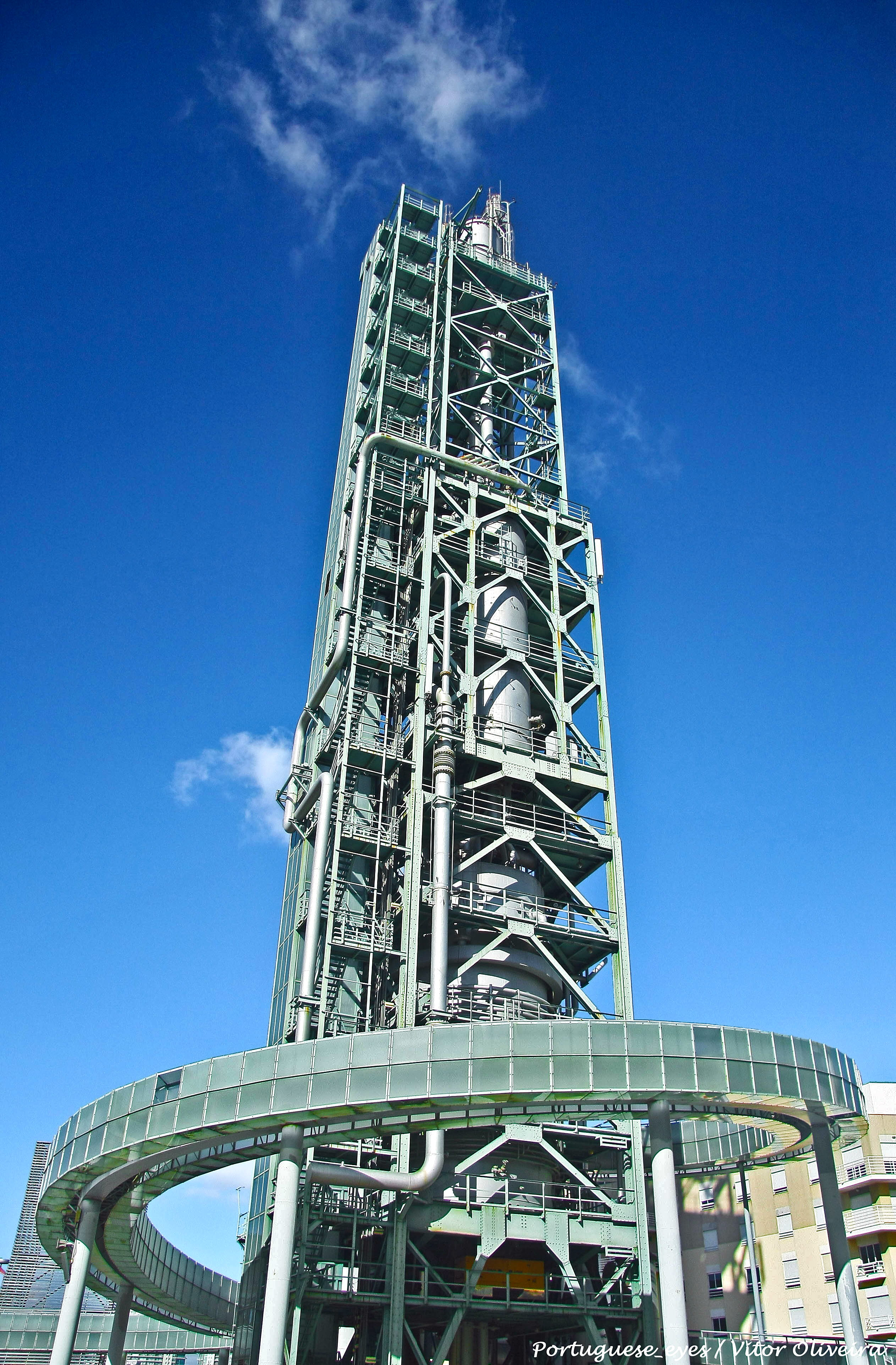
Chaminé da antiga refinaria Sacor, em Cabo Ruivo, e, após a Exposição Mundial de 1998, Torre Galp, integrada no Parque das Nações, em Lisboa

- um ano após a revolução de 25 de abril de 1974, com a nacionalização das empresas Sacor e Sonap[27][28][29], volta, na «Terceira República Portuguesa», à sua primeira atividade profissional, sendo assessor (lugar de topo da carreira técnica superior na função pública), inspetor superior e diretor-geral dos registos e notariado.[30][31][32][33][6]

### Vida pessoal
Rui Braz Mimoso nasceu na freguesia de São Jorge de Arroios, em Lisboa, em 1919, sendo filho de Vergolino Eduardo Nepomuceno Mimoso e de Alice Moura Braz Mimoso. Casou com Maria Júlia Contreiras Machado Santos de Braz Mimoso (1929-2023), neta do Vice-almirante António Machado Santos, «considerado o fundador da República Portuguesa pelo denodo com que se bateu na Revolução de 5 de Outubro de 1910 e depois na defesa do regime contra a intentona monárquica de 22 a 24 de Janeiro de 1919 em Monsanto» e que foi assassinado, em Lisboa, a 19 de Outubro de 1921, na Noite Sangrenta. Foi madrinha do navio "Cidla", o primeiro butaneiro (transporte de gás butano) construído em Portugal, nos estaleiros de Viana do Castelo, em cerimónia realizada, a 24 de maio de 1968, nos estaleiros da Lisnave, para entrega à Sacor Marítima.

Rui e Maria Júlia Braz Mimoso viveram no n.º 254 da Avenida Almirante Reis, próximo da Praça Francisco Sá Carneiro, mais conhecida como Praça do Areeiro, em Lisboa e tiveram três filhos: Eduardo Manuel Machado Santos de Braz Mimoso (engenheiro), Alexandre Manuel Machado Santos de Braz Mimoso (arquiteto e técnico superior do Instituto de Gestão do Património Arquitectónico e Arqueológico, I. P.) e Luís Manuel Machado Santos de Braz Mimoso (o mais novo, nascido em 1957)  p.82.

Foi sócio do «Círculo Eça de Queiroz».

Faleceu em Lisboa, a 25 de dezembro de 2006, e está sepultado no cemitério do Alto de São João.

## Condecorações

### Ordens honoríficas portuguesas
- Oficial da Ordem Militar de Cristo (22 de junho de 1953).[37]

### Ordens honoríficas brasileiras
- Comendador da Ordem Nacional do Cruzeiro do Sul (1954)[38][39]